# Leukofilum
Leukofilum (lat. Leucophyllum), biljni rod iz porodice strupnikovki smješten u tribus Leucophylleae, dio potporodice Myoporoideae .. Sastoji se od 17 sjevernoameričkih vrsta iz Meksika, Novog Meksika i Teksasa.

## Etimologija
Latinsko ime roda dolazi od grčkog leukos, bijeli, i phyllon, list. 

## Opis
Rod je opisan u Pl. Aequinoct., 2: 95–97, pl. 109. 1809[1812].
Leukofilumi su grmovi srodni Eremogetonu i Caprariji. Molekularne studije prepoznaju Myoporeae i Leucophylleae kao sestrinska plemena unutar redizajniranih Scrophulariaceae (R. G. Olmstead et al. 2001; B. Oxelman et al. 2005). 

## Vrste
1. Leucophyllum alejandrae G.L.Nesom
2. Leucophyllum ambiguum Bonpl.; tipična vrsta
3. Leucophyllum candidum I.M.Johnst.
4. Leucophyllum coahuilense Henrard
5. Leucophyllum flyrii B.L.Turner
6. Leucophyllum frutescens (Berland.) I.M.Johnst.
7. Leucophyllum hintoniorum G.L.Nesom
8. Leucophyllum laevigatum Standl.
9. Leucophyllum langmaniae Flyr
10. Leucophyllum minus A.Gray
11. Leucophyllum mojinense Henrickson & T.Van Devender
12. Leucophyllum pringlei (Greenm.) Standl.
13. Leucophyllum pruinosum I.M.Johnst.
14. Leucophyllum revolutum Rzed.
15. Leucophyllum ultramonticola Flyr
16. Leucophyllum virescens I.M.Johnst.
17. Leucophyllum zygophyllum I.M.Johnst.

## Sinonimi
- Faxonanthus Greenm.; Sargent, Trees & Shrubs 1: 23, t. 12 (1902)
- Terania Berland; Teran & Berland. Mem. Comision Limites, 4 (1832)